# 36e division d'infanterie (Allemagne)
Pour les articles homonymes, voir 36e division.
La 36e division d'infanterie est une des divisions d'infanterie de l'armée allemande (Wehrmacht) durant la Seconde Guerre mondiale.

## Historique
La division est créée le 1er octobre 1936 à Kaiserslautern et mobilisé en août 1939. Elle est réorganisée le 1er novembre 1940. En juin 1941, la Division prend part à l'opération Barbarossa. Le 26 juin 1941, elle participe à la bataille de Dubysa dans les pays baltes. En juillet 1941, elle franchit la ligne Staline et prend la ville de Ostrów sur le chemin de Leningrad.
Dans le groupe d'armées Nord, elle combat à Leningrad.
En décembre 1941, la division peut se replier sur des positions dans la forêt de Klin. En 1942, elle fait partie de l'armée le centre, elle participe à la Batailles de Rjev (1942). Durant l'hiver de 1942 à 1943, elle résiste à l'offensive soviétique. En mars 1943, elle sert à Dorogobusch.
En juin 1944, la Division est complètement détruite à Bobruisk au cours de l'offensive soviétique de l'été. Le 3 août, 1944, il est réorganisé jusqu'en octobre 1944.

## Commandants successifs
|                                       |                      |                              |
| Dates                                 | Grade                | Name                         |
| 1er septembre 1939 au 25 octobre 1940 | Lieutenant-général   | Georg Lindemann              |
| 25 octobre 1940 à octobre 1941        | Lieutenant-général   | Otto Ottenbacher             |
| 15 octobre 1941 à juin 1943           | Lieutenant-général   | Hans Gollnick                |
| Juin à août 1943                      | Général d'Infanterie | Hans Gollnick                |
| Août 1943                             | Lieutenant-général   | Rudolf Stegmann              |
| 10 août à septembre 1943              | Lieutenant-général   | Gottfried Fröhlich           |
| 20 septembre 1943 au 1er janvier 1944 | Lieutenant-général   | Rudolf Stegmann              |
| Janvier 1944                          | Lieutenant-général   | Horst Kadgien                |
| Janvier 1944                          | Lieutenant-général   | Egon von Neindorff (général) |
| 19 janvier au 1er juillet 1944        | Lieutenant-général   | Alexander Conrady            |